# Sixième circonscription de la préfecture de Shizuoka
La sixième circonscription de la préfecture de Shizuoka (静岡県第6区, Shizuoka-ken dai-roku-ku) est l'une des huit circonscriptions législatives que compte la préfecture de Shizuoka au Japon.

## Description géographique
Entre 1994 et 2002, la sixième circonscription de la préfecture de Shizuoka correspondait aux villes de Numazu, Gotenba et Susono et au district de Suntō.
Entre 2002 et 2013, elle regroupait les villes de Numazu, Atami, Itō et Shimoda, le district de Kamo et une partie des districts de Tagata et Suntō.
Entre 2013 et 2022, elle réunissait les villes de Numazu, Atami, Itō, Shimoda et Izu, une partie de la ville d'Izunokuni, le district de Kamo et une partie du district de Suntō.
Depuis 2022, elle comprend les mêmes unités administratives et la ville d'Izunokuni dans son entier,.

## Députés
| Législature | Début de mandat | Fin de mandat | Député élu             | Parti politique | Parti politique |
| ----------- | --------------- | ------------- | ---------------------- | --------------- | --------------- |
| 41e         | 1996            | 2000          | Shū Watanabe (ja)      |                 | PDJ             |
| 42e         | 2000            | 2003          | Shū Watanabe (ja)      |                 | PDJ             |
| 43e         | 2003            | 2005          | Shū Watanabe (ja)      |                 | PDJ             |
| 44e         | 2005            | 2009          | Shū Watanabe (ja)      |                 | PDJ             |
| 45e         | 2009            | 2012          | Shū Watanabe (ja)      |                 | PDJ             |
| 46e         | 2012            | 2014          | Shū Watanabe (ja)      |                 | PDJ             |
| 47e         | 2014            | 2017          | Shū Watanabe (ja)      |                 | PDJ             |
| 48e         | 2017            | 2021          | Shū Watanabe (ja)      |                 | PE              |
| 49e         | 2021            | 2024          | Takaaki Katsumata (ja) |                 | PLD             |
| 50e         | 2024            | -             | Shū Watanabe           |                 | PDC             |